# نبی‌صوفی

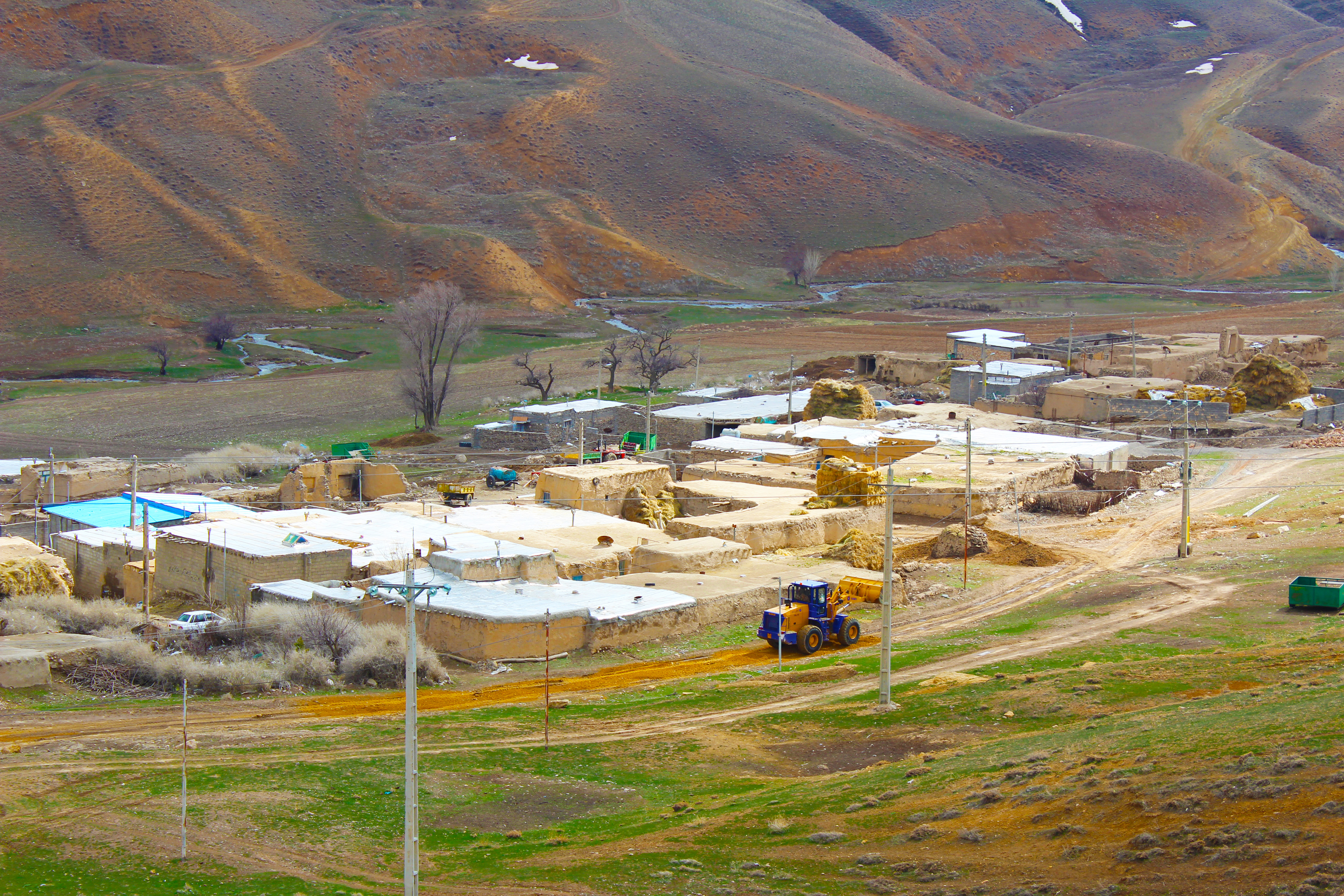
تصاویری گرفته شده از روستا توسط علی صادق زاده

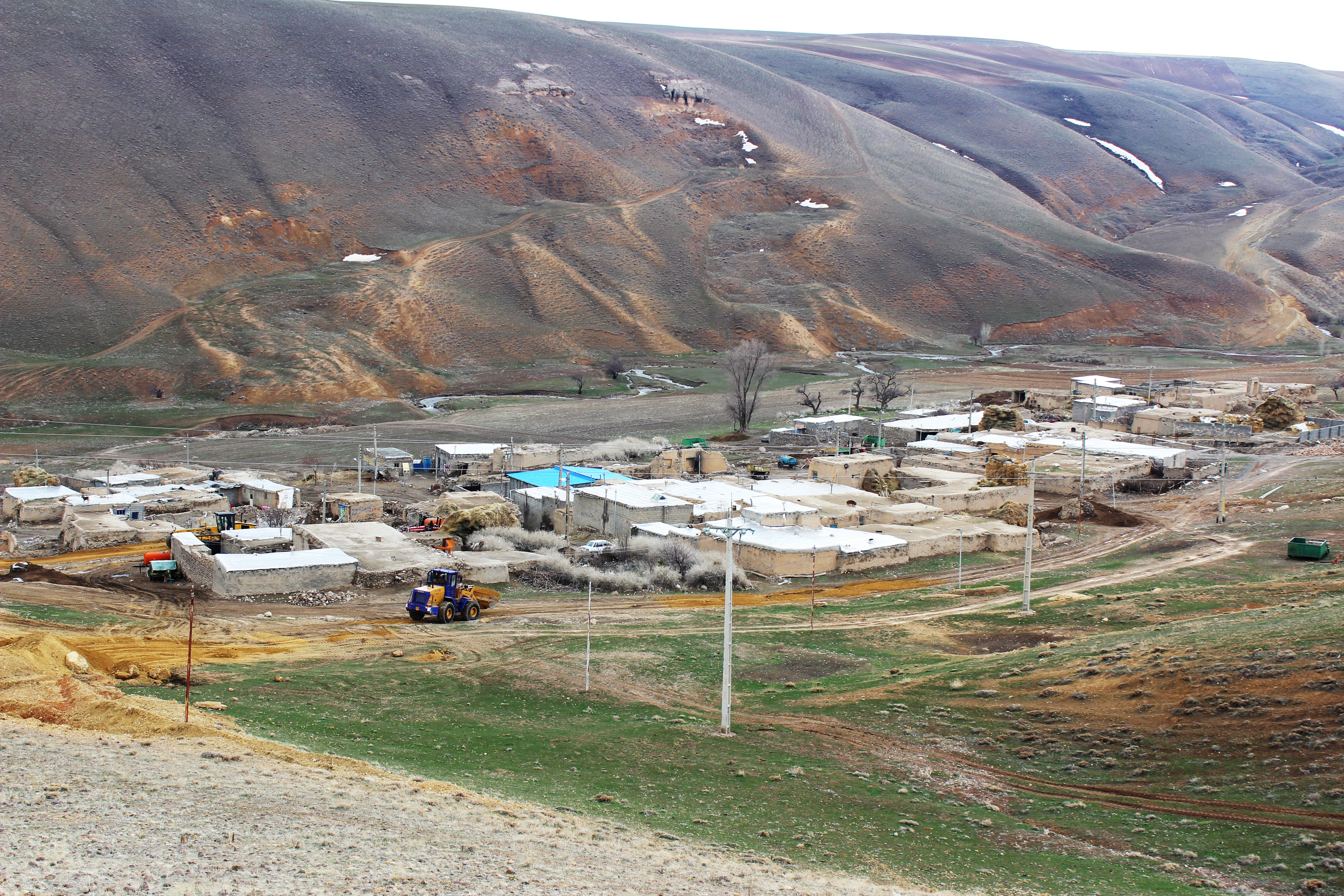
تصاویری گرفته شده از روستا توسط علی صادق زاده

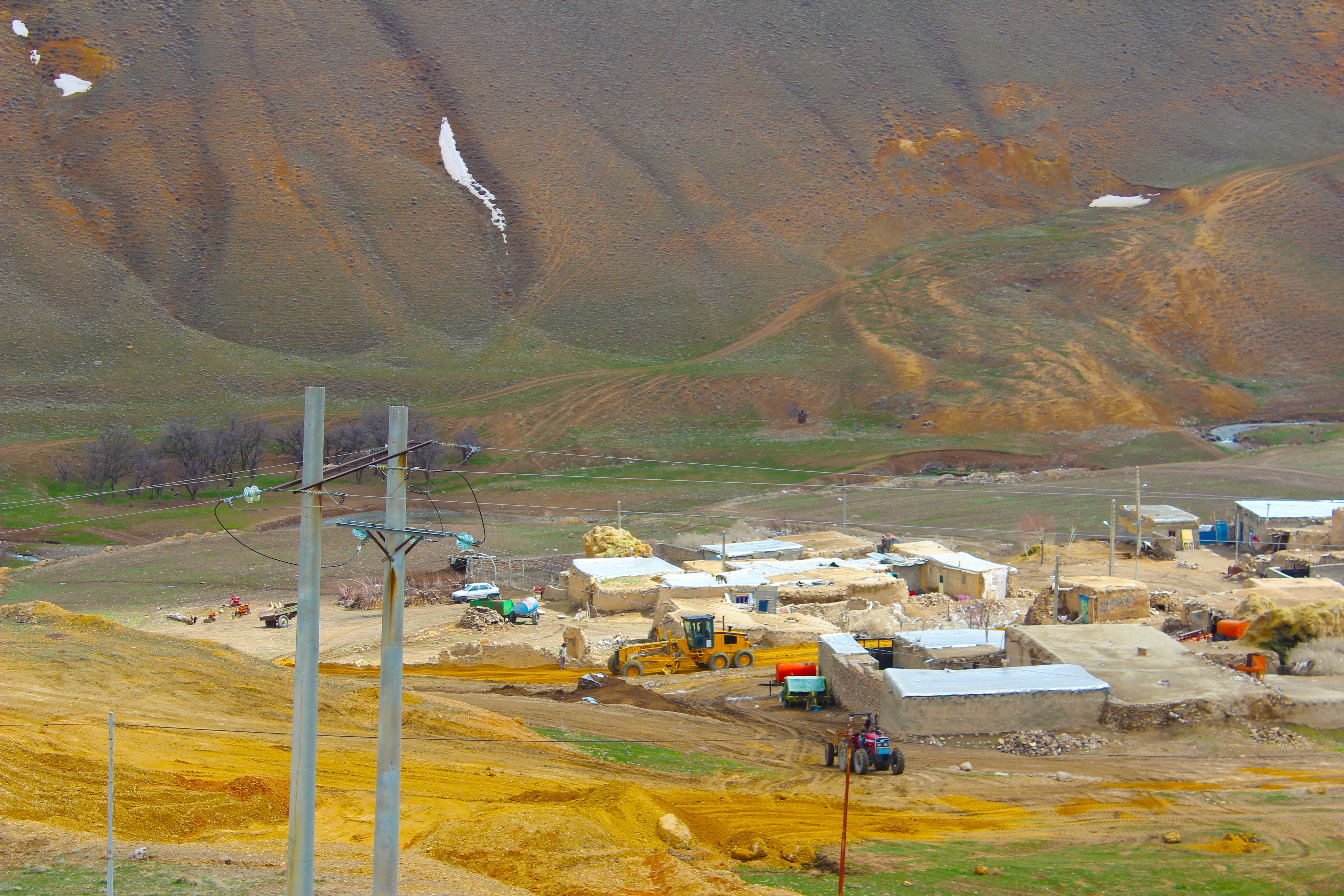
تصاویری گرفته شده از روستا توسط علی صادق زاده

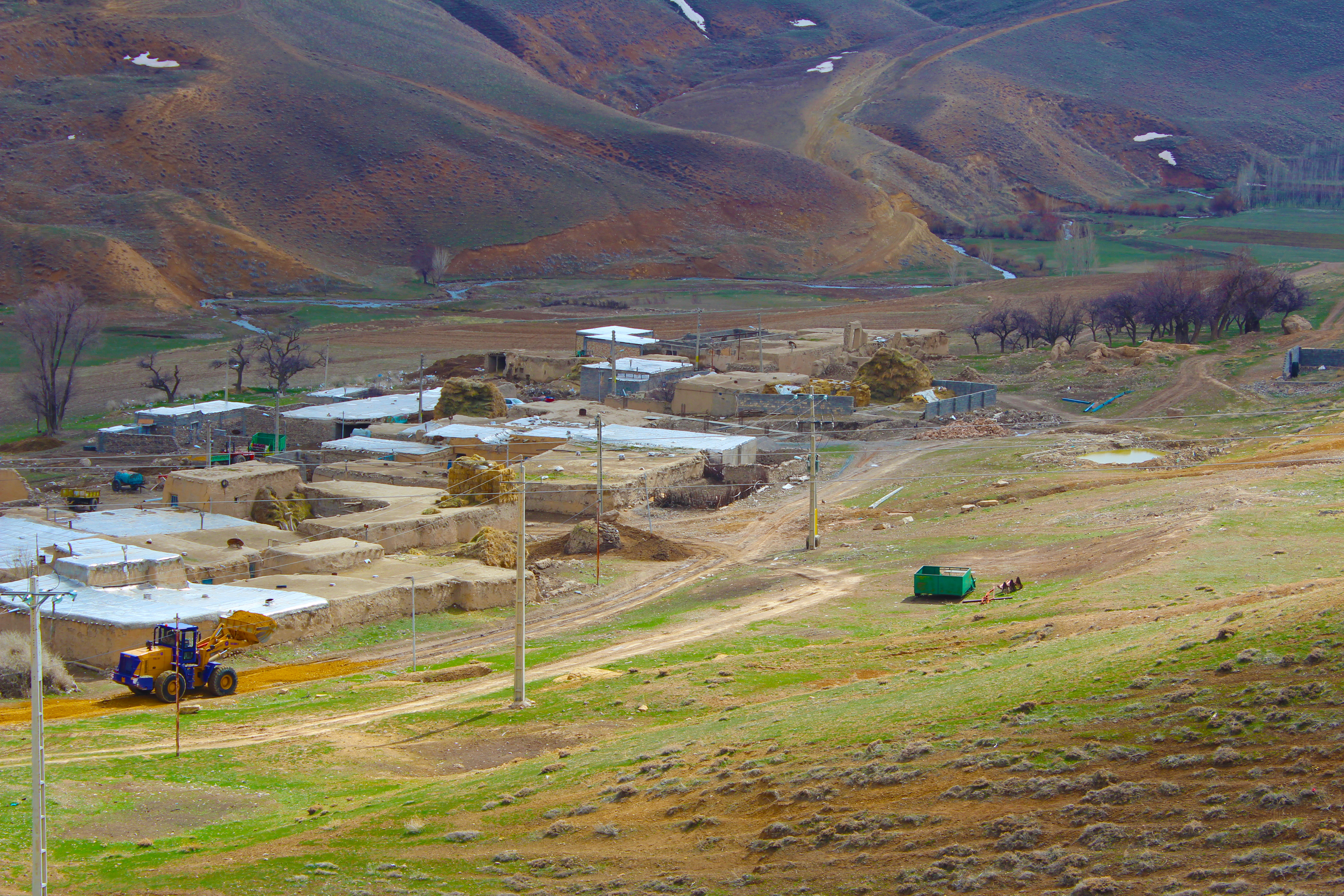
تصاویری گرفته شده از روستا توسط علی صادق زاده

نبی‌صوفی یکی از روستاهای استان آذربایجان شرقی است که در دهستان چاراویماق مرکزی بخش مرکزی شهرستان چاراویماق واقع شده‌است.

## جمعیت
این روستا براساس سرشماری عمومی نفوس و مسکن سال ۱۳۸۵ جمعیت این روستا ۷۶ نفر جمعیت است.

## محصولات
از محصولات این روستا غلات و زرد آلو است.

## زیارتگاه
در روبه روی روستا زیارتگاهی تاریخی ملقب به ارامگاه سید میرقاسم وجود دارد که اهالی روستا برای زیارت و یا ادای نذر به انجا میروند.

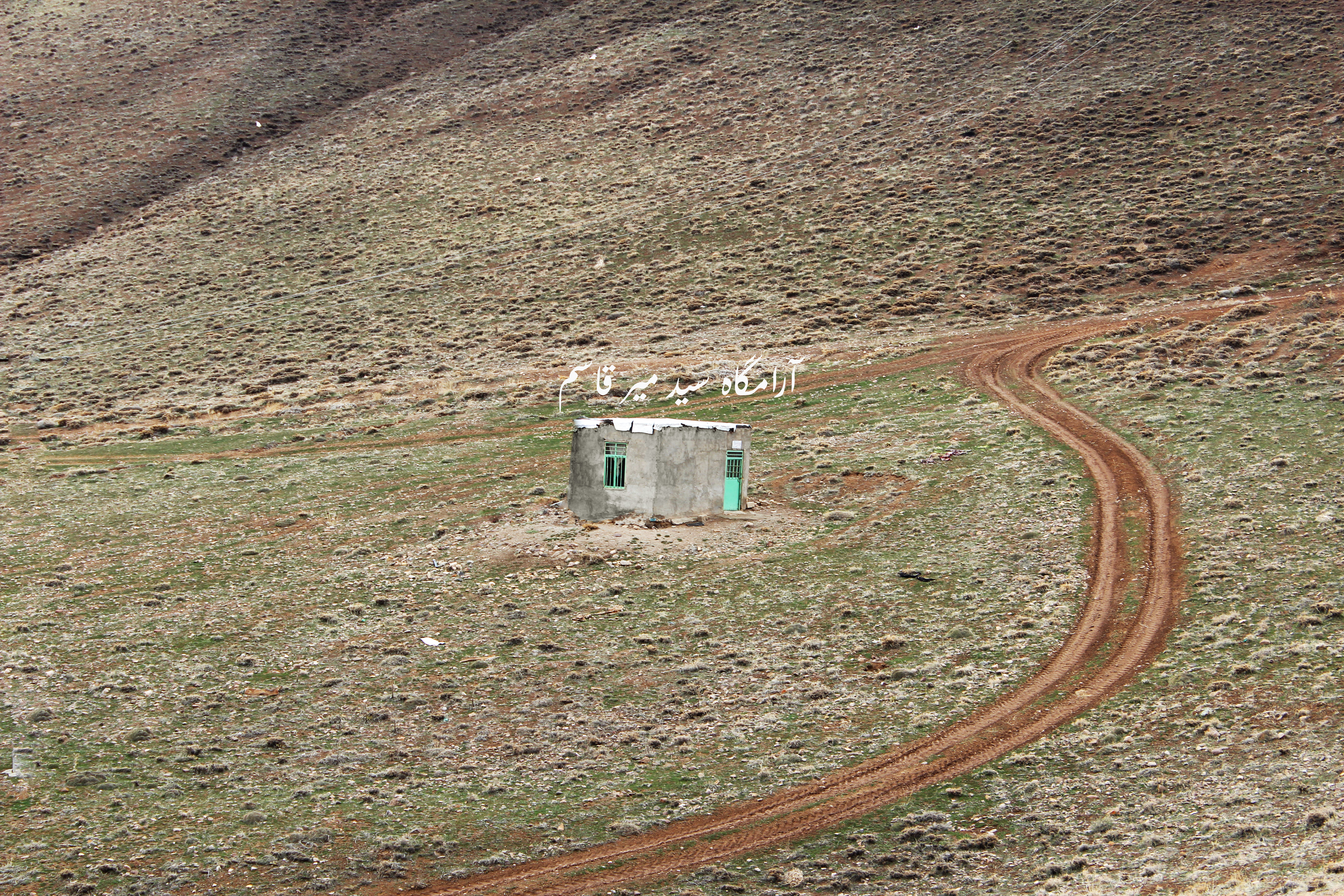
تصاویری گرفته شده از روستا توسط علی صادق زاده

محلیان گاهی با استعاره اجاق هم از ان یاد میکنند.
در سال های اخیر بازسازی هایی برای این مزار انجام شده ولی به دلیل عدم وجود متولی همچنان دچار ریزش و نیاز به بازسازی دارد.